# Domin Imre
Domin Imre (petruseveci) (Zágráb, 1776. október 8. – Zágráb, 1848. június 21.) jogi doktor, ügyvéd, akadémiai tanár és Zágráb megye táblabírája.

## Élete
Domin József Ferenc kanonok öccse volt. Középiskolai tanulmányait bátyja vezetése alatt Győrött és Pécsett, a bölcseletet és a jogot a pesti egyetemen végezte 1796-ban; ügyvédi vizsgálatot tett 1798-ban és még azon évben a zágrábi akadémián a magyar nyelv és irodalom tanára lett. 1801-ben a pesti egyetemen a jogi tudományokból doktori oklevelet nyert és a zágrábi akadémián a polgári és büntető-törvény tanárává neveztetett ki, hol 1836-ig működött. 1834-ben I. Ferenc király nemességre emelte és V. Ferdinánd király 1837. május 2. a nemes és adománylevelet is kiadta, mely szerint a zágráb megyei Petrusevec birtokot nyerte királyi adományban. Nyugalomba helyeztetése után is buzgó részt vett a közügyekben, mint a magyar-horvát államegység tántoríthatatlan híve.

## Munkái
- Prezdnanya pravicz szomoszvojnek vugerszkeh. Zágráb, 1818. (Magyar magánjog horvát nyelven.)
- Kéziratban: Propositiones ex jure ecclesiastico, Pestini, 1796.